# Vicente Iborra Martínez
Vicente Iborra Martínez (Valencia 1930 - 2004) fue un empresario español. Fue líder de la patronal valenciana y alto directivo de la CEOE.

## Vida
Vicente Iborra era hijo del también empresario Vicente Iborra Gil, primer director general de Comercio, fundador del Ministerio de Comercio, y, con Rafael Font de Mora, del Servicio de Inspección de Exportaciones (SOIVRE) en época de la Segunda república española.
Estudió en el colegio de los padres jesuitas de Valencia. Terminado el bachillerato, ingresó en la Universidad de Deusto, donde estudió Derecho y Economía, obteniendo el título oficial en la Universidad de Madrid.
Al producirse el fallecimiento de su padre, contando con 34 años, se hizo cargo de los negocios familiares. En un primer momento se dedicó a consolidar y expandir sus empresas, como por ejemplo la naviera Trafume. Continuó como consejero de la Mutua Valenciana de Seguros y de otras sociedades y al frente de la Agrupación de exportadores de patata. Posteriormente entró en el sector industrial, mediante la sociedad Uniwall-Shark, dedicada a fabricar papel pintado. La empresa experimentó un espectacular desarrollo y crecimiento continuado durante diez años, hasta que a principio de los años 1980 desapareció la moda del empapelado de paredes de los hogares y la empresa dejó de ser rentable. Iborra se centró entonces en las sociedades de las cuales era consejero.
Tras la muerte del general Franco, las distintas asociaciones patronales acordaron su unificación, mediante la fundación de la Confederación empresarial valenciana (CEV), en 1977, de la que Vicente Iborra fue elegido presidente. Ocupó esta presidencia durante ocho años, hasta su dimisión, en 1985. A su vez era miembro del consejo directivo de la CEOE. Impulsó el llamado poder valenciano, acercando a los empresarios y la economía valenciana a Madrid. Participó en el Instituto social empresarial (ISE), del que fue presidente. Este Instituto fue fundado por el arzobispo de Valencia, monseñor Olaechea, como centro de reflexión empresarial y de estudios, homologable al ESADE catalán, aunque posteriormente quedó relegado tras la creación en Valencia de la Facultad de Económicas y Ciencias Empresariales.
En 1979 su nombre apareció en la lista de las cien fortunas más importantes de España, en el puesto decimosexto.
El final de su carrera empresarial se produjo en 1985, cuando se descubrieron irregularidades fiscales en la sociedad SAVE, de la que era Presidente. Aunque el consejo de administración, compuesto por ilustres personalidades de la vida económica, estaba al tanto del procedimiento defraudatorio, se le hizo único responsable. Vicente Iborra dimitió de la presidencia de la Confederación empresarial valenciana (CEV), y se retiró de los negocios, que quedaron en manos de la sucesión familiar.
Iborra destacó por su faceta filantrópica, fue uno de los fundadores de la Fundación Instituto Valenciano de Oncología (IVO), del cual fue nombrado patrono honorífico, y creador de la Fundación Anant-Inroads, de carácter asistencial, educativo y cultural, y colaboró con los jóvenes economistas valencianos en la creación del Colegio de Economistas de Valencia. 
Murió en la Nochevieja de 2004.